# 臺中市私立常春藤高級中學
常春藤學校財團法人臺中市常春藤高級中學（英語：IVY High School），簡稱常春藤高中、常中、IVY，是一所位於臺中市潭子區的私立普通型高級中等學校附設職業類科，並為臺中市具有國際學校制度的本地學校之一。

## 歷史
- 1999年，創辦人李園會規劃設校，校名「常春藤國民中學」。
- 2000年5月，核准立案。9月，正式開學時借用常春藤國小（今華盛頓國小）校舍上課。
- 2003年5月，獲准改制「常春藤高級中學」，並附設國中部。
- 2004年3月，奉准成立國中智優班。
- 2006年12月，奉准得招收外國籍學生。
- 2011年1月，奉准增設應用外語科英文組。
- 2012年6月，核准於臺中市西屯區設立麗喆中小學。同年12月，更名為常春藤學校財團法人臺中市常春藤高級中學。
- 2014年9月，教育部核准設立彰化分校，校址位於彰化市八卦山上（原培元中學校址）。
- 2014年11月，教育部國民及學前教育署核定通過104學年度雙語實驗班計畫。
- 2021年2月，董事會易主，新董事接手。
- 2022年，常春藤彰化分校，時隔8年，確定胎死腹中，暫緩。

## 科別
國中部
- 菁英班
- 雙語班

高中部
- 普通科

高職部
- 應用英語科

國際留學部
- 美式寄宿留學班

## 知名校友
- 王棠云
- 簡廷芮

## 外部連結
- 臺中市私立常春藤高級中學 （页面存档备份，存于）
- 臺中市私立常春藤高級中學校徽、校歌 （页面存档备份，存于）